# Roman Kin
Roman Kin ps. Cichy (ur. 25 grudnia 1904 w Adamowie, zm. 10 lutego 1970) – polski oficer Armii Krajowej, członek antykomunistycznego ruchu oporu, działacz społeczny z Kazimierza Biskupiego.

## Życiorys
Roman Kin urodził się 25 grudnia 1904 roku w Adamowie. Uczęszczał do szkoły podstawowej w Golinie, a następnie do gimnazjum w Koninie.
Przyjęty 1 grudnia 1927 roku do Szkoły Podoficerskiej 63 Pułku Piechoty w Toruniu, którą ukończył z wynikiem bardzo dobrym 27 maja 1928 roku. Ponadto mianowano go na starszego szeregowego.
Po odbyciu służby wojskowej został zatrudniony na sekretarza w urzędzie gminy Kazimierz Biskupi.
24 sierpnia 1939 roku został zmobilizowany do Armii Poznań. Podczas kampanii wrześniowej walczył w okolicach Kutna i Łowicza oraz w obronie Warszawy. Po kapitulacji wrócił do Kazimierza Biskupiego. Ponownie rozpoczął pracę w urzędzie gminy, jednak tym razem na stanowisku księgowego-kasjera.
Był członkiem konspiracji antyhitlerowskiej. Współpracował m.in. z Władysławem Pawlakiem ps. Dan – żołnierzem Armii Krajowej, komendantem obwodu ZWZ Konin, organizatorem tajnej radiostacji nadawczo-odbiorczej zlokalizowanej w lesie koło wsi Daninów, długoletnim nauczycielem i kierownikiem szkoły podstawowej w Kozarzewie oraz z Walentym Orchowskim ps. Kamerdyner – weteranem wojny polsko-bolszewickiej, żołnierzem 15 Pułku Ułanów Wielkopolskich, organizatorem lokalnych komórek ZWZ oraz działaczem społecznym z rejonu Kazimierza Biskupiego i Goliny.
W kwietniu 1942 roku Kin, po aresztowaniu Władysława Pawlaka, został nowym komendantem ruchu oporu w rejonie Kazimierza Biskupiego i Goliny. Nawiązał współpracę z miejscowymi Batalionami Chłopskimi. W pobliskiej Puszczy Bieniszewskiej zorganizował dla partyzantów magazyny broni i amunicji. Wraz z podległym mu oddziałem niósł pomoc aresztowanym i więzionym, poprzez dostarczanie im żywności, odzieży, dokumentów i leków. Wspomagał finansowo wysiedlonych mieszkańców Kazimierza Biskupiego.
W grudniu 1944 roku nawiązał łączność z radzieckimi spadochroniarzami, zrzuconymi w okolicach Puszczy Bieniszewskiej.
Po opuszczeniu Kazimierza Biskupiego przez Niemców zabezpieczył pozostawioną przez hitlerowskiego okupanta żywność, którą następnie rozdał ubogiej ludności. Następnie włączył się w organizację lokalnej administracji oraz struktur Polskiej Partii Robotniczej. W dowód wdzięczności Gminna Rada Narodowa powołała go sekretarzem gminy. Jako nowy sekretarz pomógł w ponownej organizacji handlu na terenie Kazimierza Biskupiego, uruchamiając młyn, piekarnię, sklepy i Spółdzielnię Spożywców Społem. Dzięki jego staraniom, oraz przy współudziale strażaków, odbudowano gmach straży pożarnej. Ponadto odzyskał zagrabione przez Niemców instrumenty muzyczne kazimierskiej orkiestry strażackiej.
Był pierwszym powojennym sołtysem Kazimierza Biskupiego, naczelnikiem OSP w Kazimierzu Biskupim oraz zastępcą sekretarza lokalnej komórki PPR.
Pod koniec 1945 roku został członkiem antykomunistycznego batalionu „Pociąg”, założonego w październiku 1945 roku przez ostatniego komendanta odwodu AK Konin - Feliksa Gruberskiego ps. Artur. Dowodził 4. plutonem o kryptonimie „Wierzba”. Z powodu donosu aresztowany przez UB w maju 1946 roku. Za działalność w szeregach AK oraz w organizacji antykomunistycznej sąd wymierzył mu cztery lata więzienia. Na mocy amnestii wyszedł na wolność już w 1947 roku. Po zwolnieniu z więzienia wyjechał na Ziemie Zachodnie, gdzie pracował w różnych instytucjach. Zmarł 10 lutego 1970 roku.

## Życie prywatne
Był żonaty z Bronisławą Wapniarską z Kazimierza Biskupiego. Miał z nią czworo dzieci: Wandę, Wojciecha, Marię i Irenę.

## Odznaczenia
Roman Kin był odznaczony Krzyżem Armii Krajowej oraz czterokrotnie Medalem Wojska.